# Plužnje
Plužnje – wieś w Słowenii, w gminie Cerkno. W 2018 roku liczyła 105 mieszkańców.